# Ярмолинка
Ярмолинка, Зеленеч — річка в Україні, у межах Гайсинського району Вінницької області. Права притока Собу (басейн Південного Бугу). 
Тече через села Ярмолинці та Бубнівка. Впадає у Соб за 6 км від гирла. Довжина — 8,8 км., площа басейну - 30,2 км².